# 알타입 파이널 2
《알타입 파이널 2》는 그란젤라가 제작한 2021년 횡스크롤 진행형 슈팅 게임이다. 《알타입》 시리즈 작품이자 2004년 《알타입 파이널》의 후속작으로, 2009년 《알타입 택틱스 II》 이후 출시된 시리즈 부활작이다. 2021년 4월 29일 닌텐도 스위치, 플레이스테이션 4, 윈도우, 엑스박스 원 및 엑스박스 시리즈 X/S 플랫폼으로 발매됐다. 전세계 배급은 NIS 아메리카가 담당했다.
전 아이렘 개발자들이 설립한 그란젤라가 개발했다. 이전 《알타입》 게임들의 스테이지 및 기체들이 등장한다. 첫 출시 이후 컨텐츠 업데이트가 유료 다운로드 가능 컨텐츠 방식으로 출시됐다. 2023년 3월 23일, 컨텐츠를 종합한 확장판이 《알타입 파이널 3 이볼브드》라는 제목으로 플레이스테이션 5에 발매됐다.

## 반응
《알타입 파이널 2》는 리뷰 애그리게이터 웹사이트 메타크리틱에서 플레이스테이션 4 및 닌텐도 스위치판이 "평균적 및 복합적인 평가"를, 엑스박스 시리즈 X/S판이 "대체적으로 긍정적인 평가"를 받았다.

### 흥행
플레이스테이션 4판 《알타입 파이널 2》는 일본서 첫 주에 실물판이 8693장 판매됐으며 국내에서 12번째로 가장 많이 팔린 소매게임이었다.

## 참조

### 주해
1. ↑  영어: R-Type Final 2, 일본어: アール・タイプ ファイナルツー
2. ↑  영어: R-Type Final 3 Evolved, 일본어: アール・タイプ ファイナルスリー エボルブド